# Mayangkawis
Mayangkawis is een bestuurslaag in het regentschap Bojonegoro van de provincie Oost-Java, Indonesië. Mayangkawis telt 3542 inwoners (volkstelling 2010).